# Model Gordona
Model stałego wzrostu dywidendy (Gordona-Shapiro) – wariant modelu zdyskontowanych przepływów pieniężnych. Służy do obliczenia wartości przedsiębiorstw lub akcji spółek giełdowych.
W tym modelu zakłada się, że przedsiębiorstwo płaci regularnie dywidendy o wartości {\displaystyle D,} które stale rosną o stały współczynnik {\displaystyle g.}
{\displaystyle P=\sum _{t=1}^{\infty }D\times {\frac {(1+g)^{t}}{(1+r)^{t}}}}
{\displaystyle P={\frac {D_{1}}{r-g}}.}
{\displaystyle D_{1}} – dywidenda w następnym roku
{\displaystyle g={ROE}\times {f}}
gdzie:
{\displaystyle g} – stopa wzrostu zysku/dywidendy,
ROE – stopa zwrotu z kapitału własnego spółki,
{\displaystyle f} – wskaźnik zysku zatrzymanego,
{\displaystyle r} – wymagana stopa zwrotu.
Model ten jest użyteczny dla inwestorów, którzy nie mają wpływu na politykę dywidendową spółki (czyli dla akcjonariuszy mniejszościowych).